# 第2北大通線

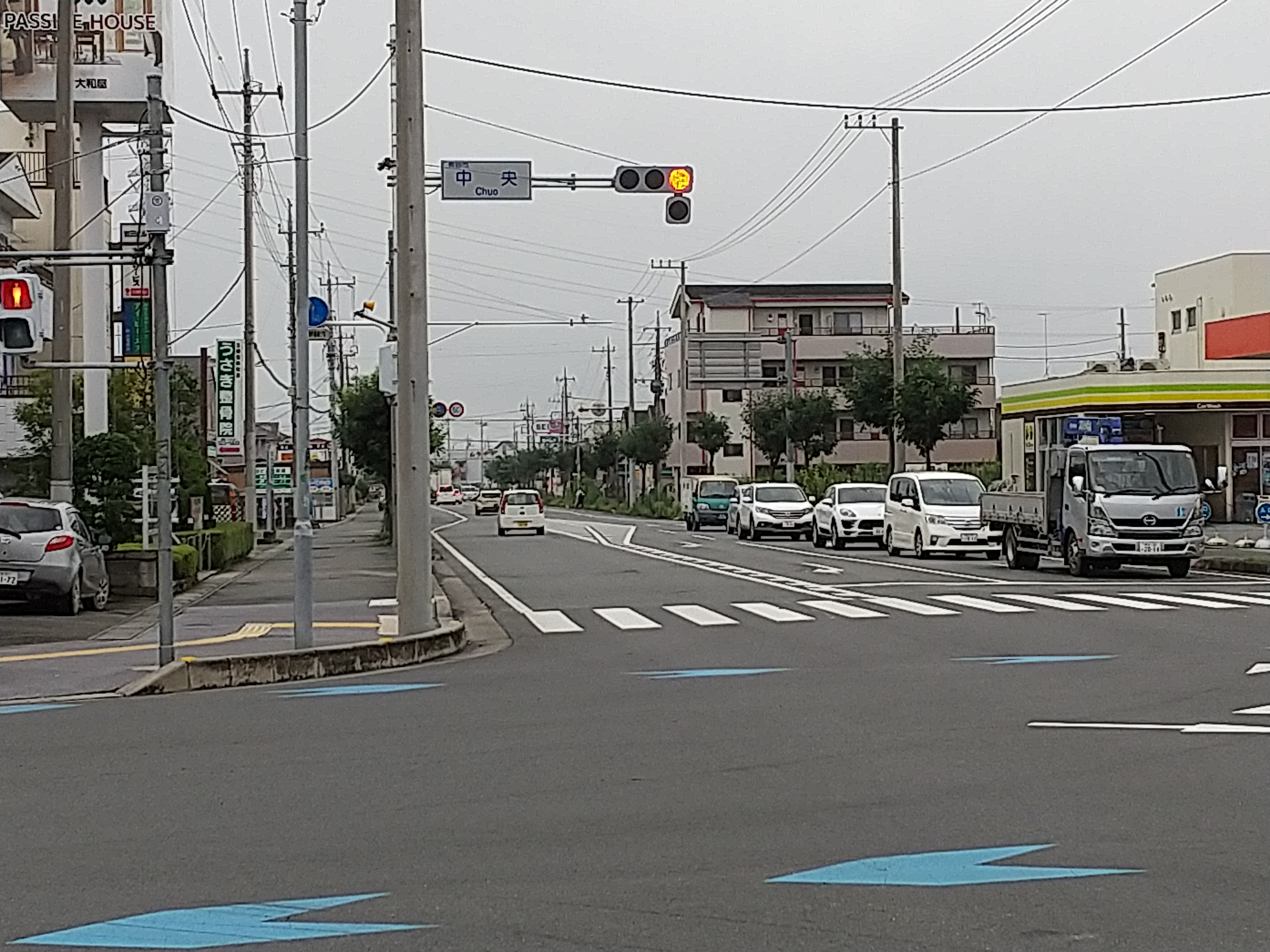
中央交差点付近

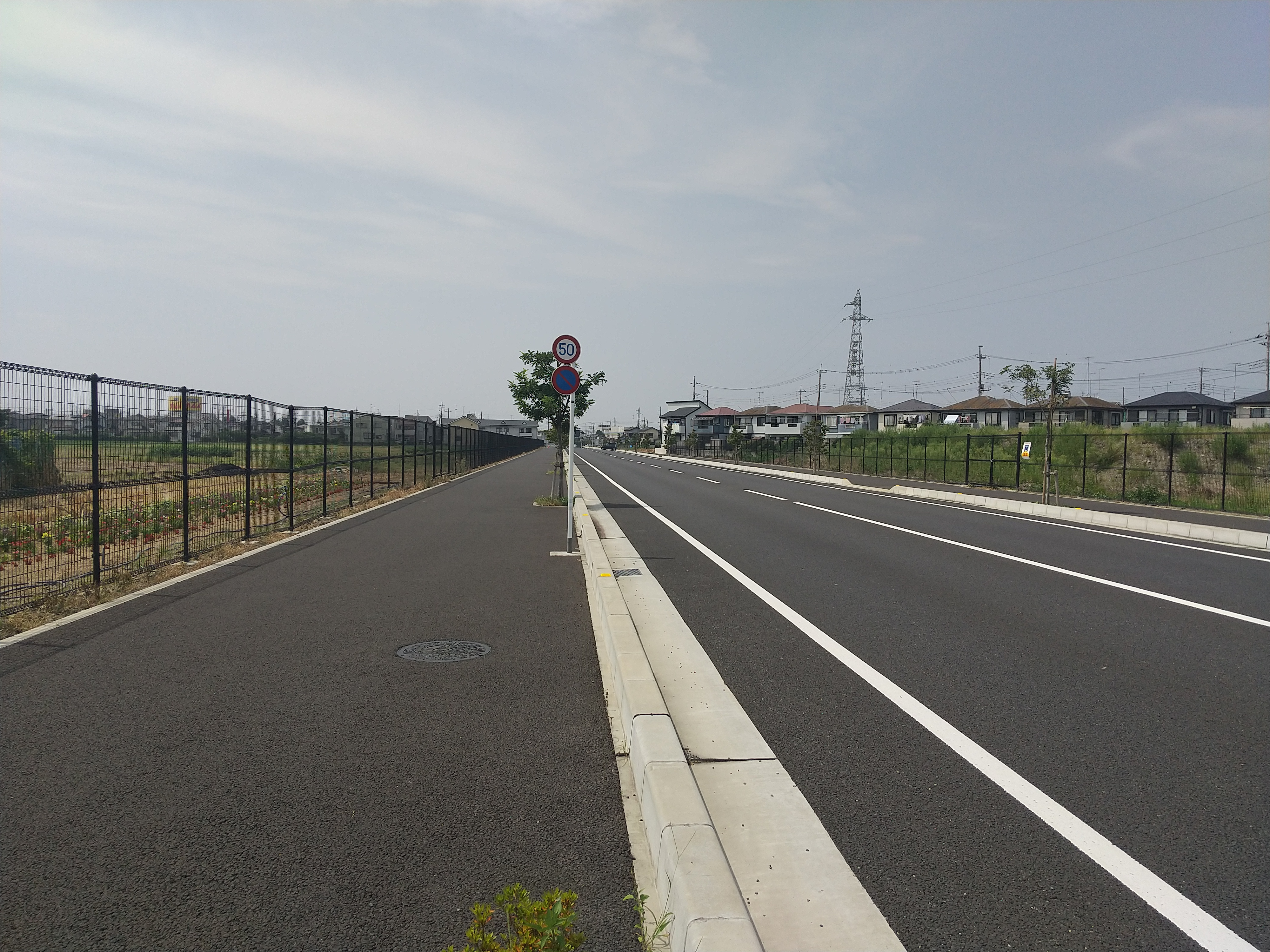
大原付近

第2北大通線（だいにきたおおどおりせん）は、埼玉県熊谷市内に定められた都市計画道路の名称。一般的には「第二北大通り」と呼称・表記される。

## 概要
熊谷市街地中心部の国道17号（現道）の北側を走る北大通り（都市計画道路北大通線）の更に北側を走る半環状の都市計画道路。国道17号の佐谷田地区より市街地中心部と国道17号熊谷バイパスの間を抜け、国道407号（妻沼バイパス）の原島地区に至る通り。全区間が熊谷市道137号線となっている。
順次整備が進められ、最後の未開通区間である上之付近 - 点字図書館（北）交差点間及び大原付近 - 終点原島付近の国道407号との交点間の2区間が、上之地区内で交差する土地区画整理事業として建設された都市計画道路熊谷谷郷線（埼玉県道128号熊谷羽生線）の未開通区間と同時に2019年4月13日13時30分に開通式典を執り行い、全線開通となった。
規格
- 延長：6,330 m
- 幅員：20 m
- 車線：対面2車線

## 略歴
- 1973年
  - 3月13日：都市計画決定。
  - 箱田土地区画整理事業区域内における先行着手。
- 1978年：区間を現在の区間に延長。
- 1987年：事業開始。
- 2019年4月13日：上之 - 点字図書館（北）・大原 - 原島の区間開通、全線開通

## 整備効果
整備効果は、熊谷市の環状道路ネットワークの構築、市街地中心部の渋滞緩和が挙げられている（熊谷市議会 平成21年12月定例会議事録より）。
具体的には、熊谷市街地東部 - 群馬県太田市方面間を熊谷市街中心部や慢性渋滞する熊谷警察署交差点を避けて通行することが可能となる。また、起点の佐谷田（南）交差点に直結する県道冑山熊谷線の新道が全区間で完成すれば東松山市方面へも抜けやすくなる。

## 交差する主な道路
| 交差する道路                                  | 交差する道路                                  | 交差点名     | 最高速度 (km/h) | 所在地 |
| --------------------------------------------- | --------------------------------------------- | ------------ | --------------- | ------ |
| 埼玉県道257号冑山熊谷線 東松山方面            |                                               |              |                 |        |
| 国道17号                                      | 国道17号                                      | 佐谷田（南） | 50              | 佐谷田 |
| 埼玉県道128号熊谷羽生線（別線 / 元国道125号） | 埼玉県道128号熊谷羽生線（別線 / 元国道125号） | （立体交差） | 50              | 佐谷田 |
| 埼玉県道128号熊谷羽生線（新道 / 熊谷谷郷線）  | 埼玉県道128号熊谷羽生線（新道 / 熊谷谷郷線）  |              | 50              | 上之   |
| 埼玉県道128号熊谷羽生線（旧道）               | 埼玉県道128号熊谷羽生線（旧道）               | [ 3 ]        | 50              | 上之   |
| （ラグビーロード）                            | （ラグビーロード）                            | 中央         | 50              | 中央   |
| 埼玉県道341号太田熊谷線                       | 埼玉県道341号太田熊谷線                       |              | 50              | 肥塚   |
| 国道407号（妻沼バイパス）                     | 国道407号（妻沼バイパス）                     | 原島（東）   | 50              | 原島   |

## 沿線の主要施設
- 上越新幹線（新幹線高架下をくぐる）
- 熊谷流通センター（ソシオ熊谷）
- 秩父鉄道秩父本線（跨線橋で立体交差）
  - ソシオ流通センター駅
- 梅林堂本社工場
- 熊谷市立佐谷田小学校
- 熊谷ミニ工業団地
  - 交通安全環境研究所自動車試験場第二地区
- 熊谷市立熊谷東中学校
- 熊谷市立富士見中学校
- メモリアル彩雲（市立葬斎施設）
- 埼玉県立熊谷農業高等学校
- 東武熊谷線跡地 ※ 第二北大通りを境に南側（熊谷駅方面）は遊歩道かめの道、北側は車道（市道）として整備されている。
- 熊谷市水道庁舎 / 東部浄水場